# Lucasidia phenax
Lucasidia phenax là một loài bướm đêm trong họ Noctuidae.